# Блиох, Яков Моисеевич
Я́ков Моисе́евич Блио́х (1895, Тамбов — 5 июля 1957, Москва) — советский организатор кинопроизводства, кинорежиссёр.

## Биография
Родился в 1895 году в Тамбове, где окончил реальное училище. Работал конторщиком в разных торговых компаниях.
В 1914 году находился на Дальнем Востоке, откуда после начала Первой мировой войны через Маньчжурию бежал в США. Работал в Калифорнии в кинолаборатории. В конце 1917 года вместе с группой политэмигрантов вернулся в Россию.
В годы Гражданской войны — на политработе в Красной армии. Член РКП(б) с 1918 года. С 16 марта по 23 апреля 1920 года был комиссаром 14-й кавалерийской дивизии 1-й Конной армии, затем 19-го кавалерийского полка её же 4-й кавалерийской дивизии.
После демобилизации в 1922 году работал дипкурьером Наркоминдела (на маршрутах Москва — Стокгольм и Москва — Пекин).
С 1924 года — в кинематографе, заведовал производством Московского отделения «Севзапкино», в апреле 1925 года назначен заместителем директора 1-й кинофабрики «Госкино». В 1925 году был ответственным руководителем фильма «Броненосец „Потёмкин“» Сергея Эйзенштейна.
Осенью 1926 года арестован по так называемому «Делу шестнадцати» руководящих работников «Госкино» и «Пролеткино», обвинённых в бесхозяйственности и злоупотреблении служебным положением. Весной 1927 года губсуд постановил объявить ему общественное порицание с опубликованием в печати.
В июле 1927 года отправился с кинооператором Владимиром Степановым в киноэкспедицию в Китай и снял там в качестве режиссёра документальный фильм «Шанхайский документ», вышедший на экран в 1928 году. 
В январе 1929 года избран членом правления Ассоциации работников революционного кино (АРРК). С 1932 по 1934 год руководил выездной редакцией кинопоезда «Союзкинохроники». 3 июля 1933 года кинопоезду было присвоено имя К. Е. Ворошилова. К концу 1934 года он состоял из пяти вагонов при штате в 59 человек. За три года было совершено 12 рейсов и снято не менее 116 фильмов.
В 1937—1939 годах — директор студии «Союзкинохроника», в 1939—1940 годах — директор Одесской киностудии художественных фильмов. 
В апреле 1941 года избран председателем Центральной военно-оборонной комиссии киноработников при Доме кино. В 1941—1946 годах режиссёр кинофабрики «Союздетфильм».
В 1946—1948 годах — директор Свердловской киностудии. Его работа подверглась критике в статье «За три года — три картины», опубликованной 17 января 1948 года в «Комсомольской правде». В результате был снят с должности и зачислен режиссёром Центральной студии документальных фильмов. В 1949 году в ходе проверки и сокращения штатов был переведён на Нижне-Волжскую студию кинохроники.
30 января 1950 года ЦК ВКП(б) принял постановление о запрете его документального фильма «Рыбаки Каспия» (1949) за грубые инсценировки и халтурный подход к показу труда рыболовов. Блиох был отстранён от режиссёрской работы в системе министерства кинематографии сроком на два года. В дальнейшем некоторое время работал на Молдавской студии хроникально-документальных фильмов в Кишинёве.
Умер 5 июля 1957 года. Похоронен на Введенском кладбище (участок № 4).

## Награды
- орден Красного Знамени (1923)[19]
- орден Красной Звезды (11.01.1935)[20]

## Фильмография
Режиссёр
- 1928 — Шанхайский документ[21][22]
- 1931 — За фронтом фронт (Первая Конная)[23]
- 1932 — За качество (совместно с С. Бубриком)
- 1932 — Пятнадцатая годовщина Октября (совместно с С. Бубриком)
- 1934 — Боец за дело коммунизма
- 1934 — День скорби и гнева
- 1935 — С. М. Киров (совместно с С. Гуровым, И. Сеткиной)
- 1937 — Серго Орджоникидзе (совместно с Д. Вертовым, Е. Свиловой)
- 1949 — Рыбаки Каспия (не выпущен)[24]

Директор
- 1925 — Броненосец «Потёмкин»
- 1951 — Ночь перед Рождеством

## Комментарии
1. ↑  Работавший на Молдавском корпункте «Укркинохроники» в Кишинёве с 1946 года Иван Грязнов заснял рабочий момент с Я. Блиохом в монтажной комнате[17].